# Max Lademann

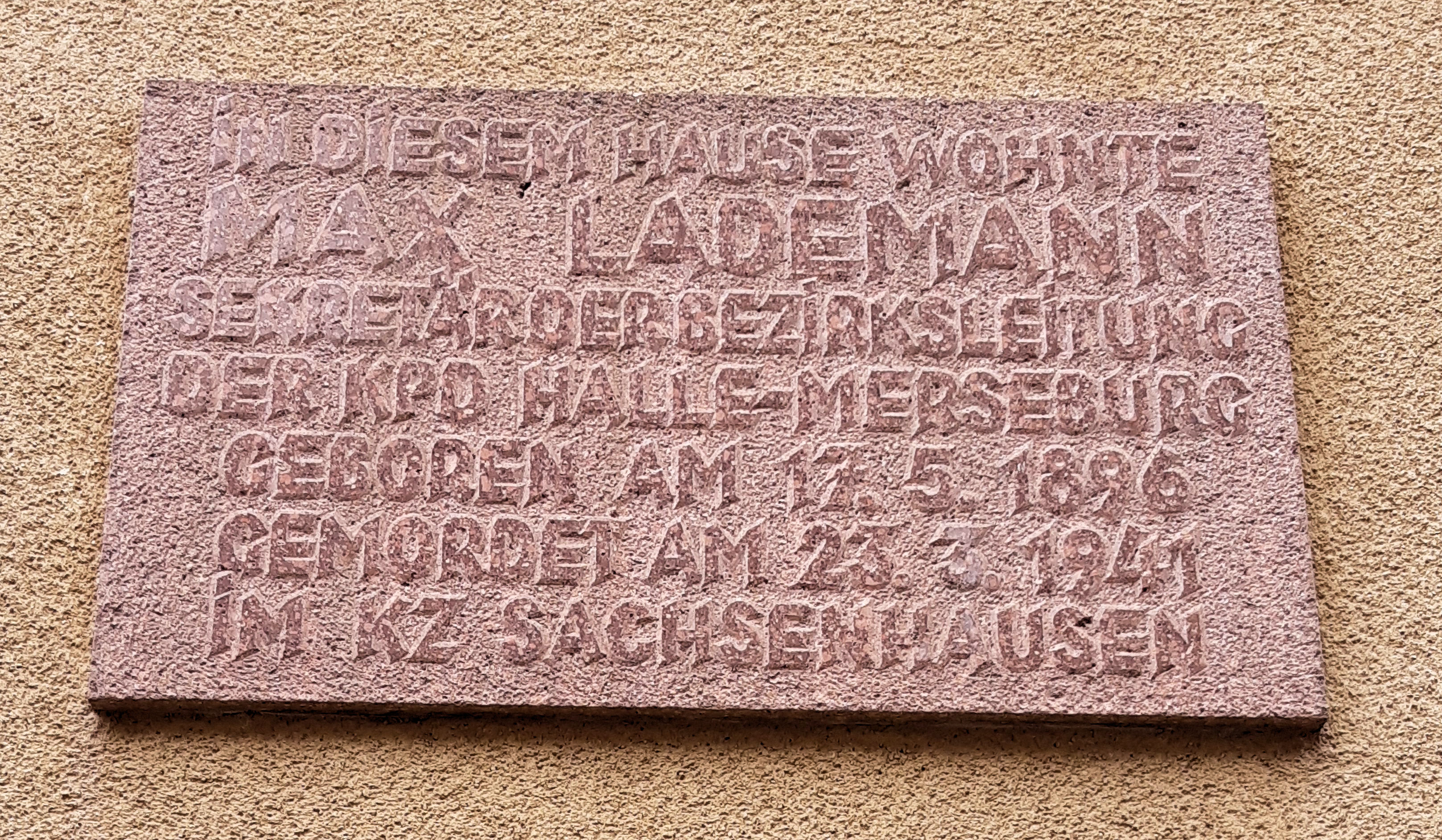
Gedenktafel für Max Lademann an seinem Wohnhaus Stadtgutweg 27, Halle (Saale)

Max Lademann (* 17. Mai 1896 in Leipzig; † 21. März 1941 im KZ Sachsenhausen) war ein deutscher Politiker (KPD).

## Leben und Wirken

### Leben im Kaiserreich (1896 bis 1918)
Lademann wurde im Mai 1896 als Sohn eines Malermeisters geboren. Er besuchte die Mittelschule in Saalfeld und die Realschule in Remscheid. Später absolvierte er eine Lehre zum Kupferschmied in Hamburg und besuchte die dortige Technische Hochschule. 1913 brach Lademann mit seinem kleinbürgerlichen Elternhaus und trat in die Sozialdemokratische Partei Deutschlands (SPD) ein.
Während des Ersten Weltkriegs gehörte er dem Dragonerregiment Nr. 13 an, aus dem er gegen Kriegsende desertierte. Die Behauptung, Lademann wäre Kommandeur einer Truppe von Budjonny-Reitern der Roten Reiterarmee gewesen, ist eine Erfindung.

### Leben in der Weimarer Republik (1919 bis 1933)
Nach dem Krieg wurde Lademann Mitglied der USPD. Im März 1920 beteiligte Lademann sich als Führer der Kalikumpel im Gebiet von Roßleben an der Bekämpfung der Kapp-Putschisten.
Später im Jahr 1920 kam er mit dem linken Flügel der USPD zur Kommunistischen Partei Deutschlands (KPD), in der er sich zunächst vor allem in der proletarischen Jugendbewegung engagierte. In der KPD wurde Lademann in den nächsten Jahren der sogenannten „Versöhnler-Gruppe“ zugerechnet. Um das Jahr 1928 sagte er sich von dieser los und schwenkte auf die Linie der moskauhörigen Parteiführung um Ernst Thälmann ein.
Im Jahr 1921 kämpfte Lademann aktiv in dem als „Märzaktion“ bekannt gewordenen kommunistischen Aufstand mit. Hirschinger urteilte wegen dieser und ähnlicher Aktionen, dass man unter Berücksichtigung von Lademanns Biographie „davon ausgehen [könne], dass Lademann sich durch Militanz auszeichnete.“ Zu einem späteren Zeitpunkt des Jahres 1921 wurde Lademann zum Sekretär des von radikalen Bergarbeitern dominierten Partei-Unterbezirks Querfurt-Sangerhausen-Mansfeld bestellt. Dort organisierte er proletarische Hundertschaften und im Jahr 1924 den Rotfrontkämpferbund (RFB). Kurt Rosenbaum charakterisierte Lademann zu dieser Zeit als einen „guten, wenn auch in politischen Fragen noch etwas schwachen Gewerkschaftssekretär“.
Im Mai 1924 wurde Lademann als KPD-Kandidat für den Wahlkreis 11 (Merseburg) in den Reichstag gewählt, dem er bis zum Dezember desselben Jahres angehörte. Eine einjährige Haftstrafe, zu der Lademann aufgrund seiner Beteiligung an Vorbereitungen für einen kommunistischen Umsturz im März 1924 verurteilt worden war, wurde ihm nach seiner Wahl ins Parlament erlassen.
Im Jahr 1924 wurde Lademann auch erstmals Mitglied des Preußischen Landtages, dem er bis zum Jahr 1933 angehörte. Außerdem wurde er in diesem Jahr Mitglied des Stadtrates von Eisleben. Im Januar 1925 wurde Lademann zum Gewerkschaftssekretär ernannt. Einige Monate später rückte er an die Spitze der Bezirksleitung des KPD-Bezirks Halle-Merseburg, in der er vor allem als Organisationssekretär tätig war. In den folgenden Jahren spielte er eine entscheidende Rolle bei der Beseitigung der innerparteilichen Opposition. In einem internen Bericht über Äußerungen von Mitgliedern der Unterbezirksleitung in Delitzsch hieß es im April 1929, „Lademann sei ein Mensch, der absolut unfähig sei und niemals den Bezirk führen könne.“ Von 1930 bis 1933 war er Orgleiter im Bezirk Niedersachsen.
Lademann war Mitglied und Funktionär des Deutschen Metallarbeiter-Verbandes (zeitweise Vorsitzender der Ortsgruppe Eisleben) sowie des ADGB. 1927 wurde Lademann von den reformistischen Führern aus der Gewerkschaft ausgeschlossen.
Im Jahr 1932 wurde Lademann auf Veranlassung der Braunschweigischen Landesregierung, der die Nationalsozialisten angehörten, einen Tag lang in Schutzhaft genommen und in der Strafanstalt Wolfenbüttel gefangen gehalten.

### Leben im Nationalsozialismus (1933 bis 1941)
Nach der nationalsozialistischen Machtergreifung wurde Lademann am 19. April 1933 verhaftet. Bis Dezember 1934 wurde er dreimal zu Freiheitsstrafen verurteilt, zuletzt im Dezember 1934 vom Volksgerichtshof zu drei Jahren Zuchthaus. Nach Verbüßung seiner regulären Haftstrafen in den Strafanstalten Kassel-Wehlheiden und Bautzen wurde er in „Schutzhaft“ genommen und im Konzentrationslager Sachsenhausen festgehalten. Hier gehörte er der illegalen Lagerleitung der KPD an. Lademann starb in KZ-Haft bei der Entschärfung von Blindgängern.

## Würdigungen

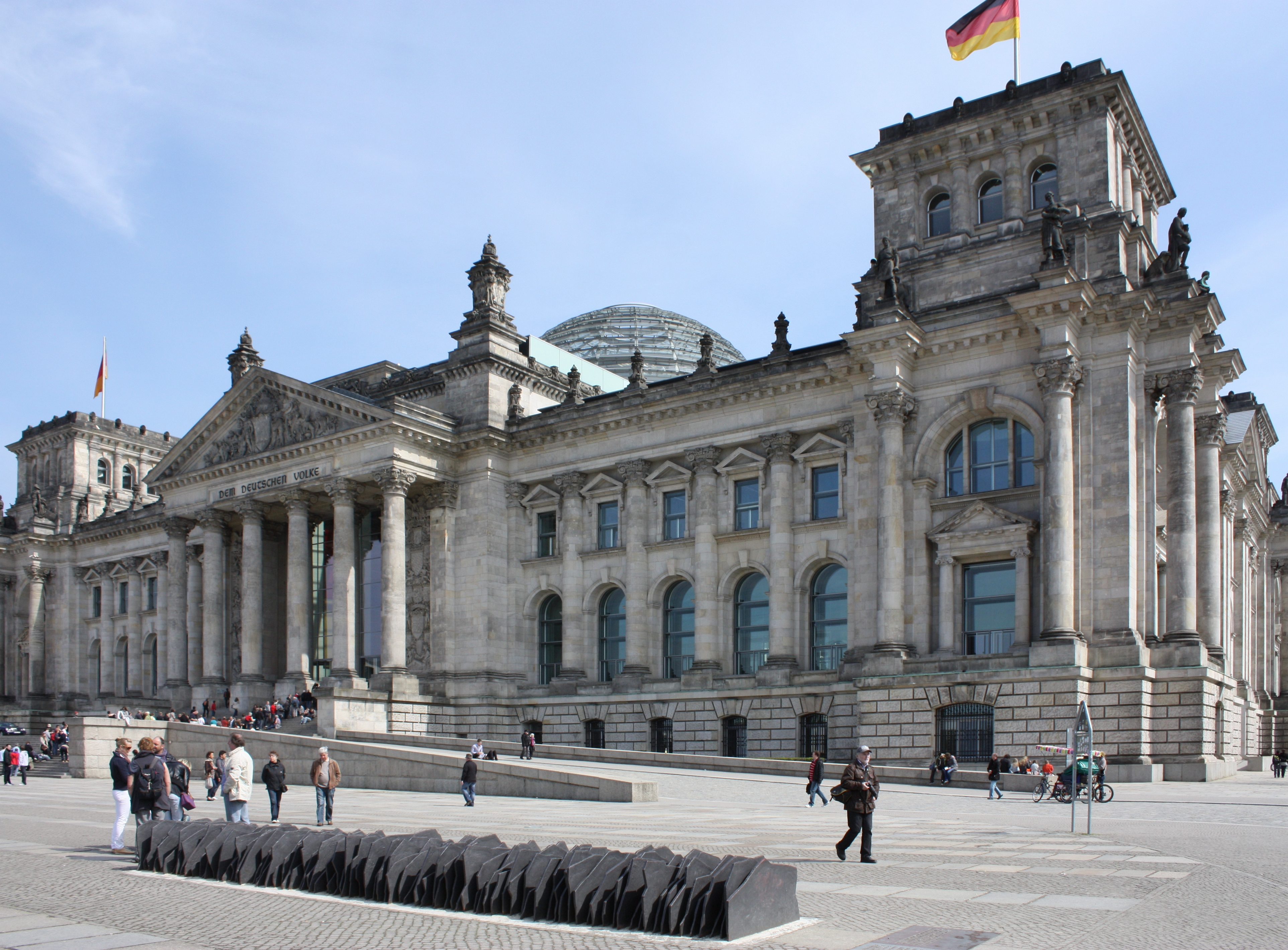
Gedenktafeln am Reichstag

In der DDR war eine Kreisparteischule nach Lademann benannt. In Halle (Saale) erinnern heute die nach ihm benannte Max-Lademann-Straße sowie eine Gedenktafel an der Außenseite seines Wohnhauses im Stadtgutweg Nr. 27 an ihn. In Berlin findet sich eine individuelle Gedenktafel für Lademann an der Kreuzung Scheidemannstraße / Platz der Republik, die Teil des 1992 eingeweihten Denkmals zum Gedenken an 96 vom NS-Regime ermordete Reichstagsabgeordnete ist. Ein Schacht im Mansfelder Kupferrevier wurde nach ihm benannt. In Eisleben war die ehemalige „Sekundarschule am Rühlemannplatz“ nach Lademann benannt, an der sich noch heute eine Gedenktafel befindet. Auch gibt es in Eisleben eine Max-Lademann-Straße.